# Frank Ross
Frank Ross (Boston, 4 de agosto de 1904 — Los Angeles, 18 de fevereiro de 1990) foi um ator, roteirista e produtor cinematográfico estadunidense. Ele é mais conhecido pelos filmes Carícia Fatal (1939) e O Manto Sagrado (1953). Ross ganhou um Oscar honorário em 1946 por The House I Live In, um curta estrelado por Frank Sinatra sobre a tolerância racial.

## Filmografia

### Como produtor
- Of Mice and Men (1939) (produtor associado)
- The Devil and Miss Jones (1941) (produtor)
- A Lady Takes a Chance (1943) (produtor)
- The House I Live In (1945) (produtor)
- The Flame and the Arrow (1950) (produtor)
- The Lady Says No (1952) (diretor e produtor)
- My Favorite Husband (1953) (produtor executivo, TV)
- The Robe (1953) (produtor)
- Demetrius and the Gladiators (1954) (produtor)
- The Rains of Ranchipur (1955) (produtor)
- Sally (1957) (produtor, TV)
- Kings Go Forth (1958) (produtor)
- One Man's Way (1964) (produtor)
- Mister Moses (1965) (produtor)
- Where It's At (1969) (produtor)
- Maurie (1973) (produtor)

### Como ator
- The Saturday Night Kid (1929) (sem créditos)
- Sweetie (1929) (sem créditos)
- Young Eagles (1930)

### Como roteirista
- The More the Merrier (1943) (roteiro e história)
- Walk Don't Run (1966) (história)